# Ferdinand Zylka
Ferdinand Zylka (Berlijn, 11 april 1998) is een Duits basketballer.

## Carrière
Zylka speelde in de jeugd van Alba Berlin en maakte zijn debuut voor de eerste ploeg in 2016/17. Hij werd ook in die periode uitgeleend aan Lokomotive Bernau in de Duitse derde klasse. Eind januari 2018 tekende hij voor de rest van het seizoen bij Oettinger Rockets Gotha waar op dat moment ook Retin Obasohan speelde. Hij speelde van 2018 tot 2020 voor Mitteldeutscher BC maar werd ook geleend aan BSW Sixers in die periode. Het seizoen 2020/21 bracht hij door bij de Duitse eersteklasser Gießen 46ers en het seizoen erop bij tweedeklasser PS Karlsruhe Lions.
Voor het seizoen 2022/23 tekende hij bij de Belgische eersteklasser Brussels Basketball maar verliet de club in maart om de blessure van Spencer Butterfield op te vangen bij de Antwerp Giants. Voor het seizoen 2023/24 tekende hij in de Duitse eerste klasse bij Löwen Braunschweig. Ook in het seizoen 2024/25 speelde hij voor die club.